# Крутово (Гороховецкий район)
Крутово — деревня в Гороховецком районе Владимирской области России, входит в состав Денисовского сельского поселения.

## География
Деревня расположена в 12 км на северо-восток от центра поселения посёлка Пролетарский и в 19 км на запад от Гороховца на автодороге М-7 «Волга».

## История

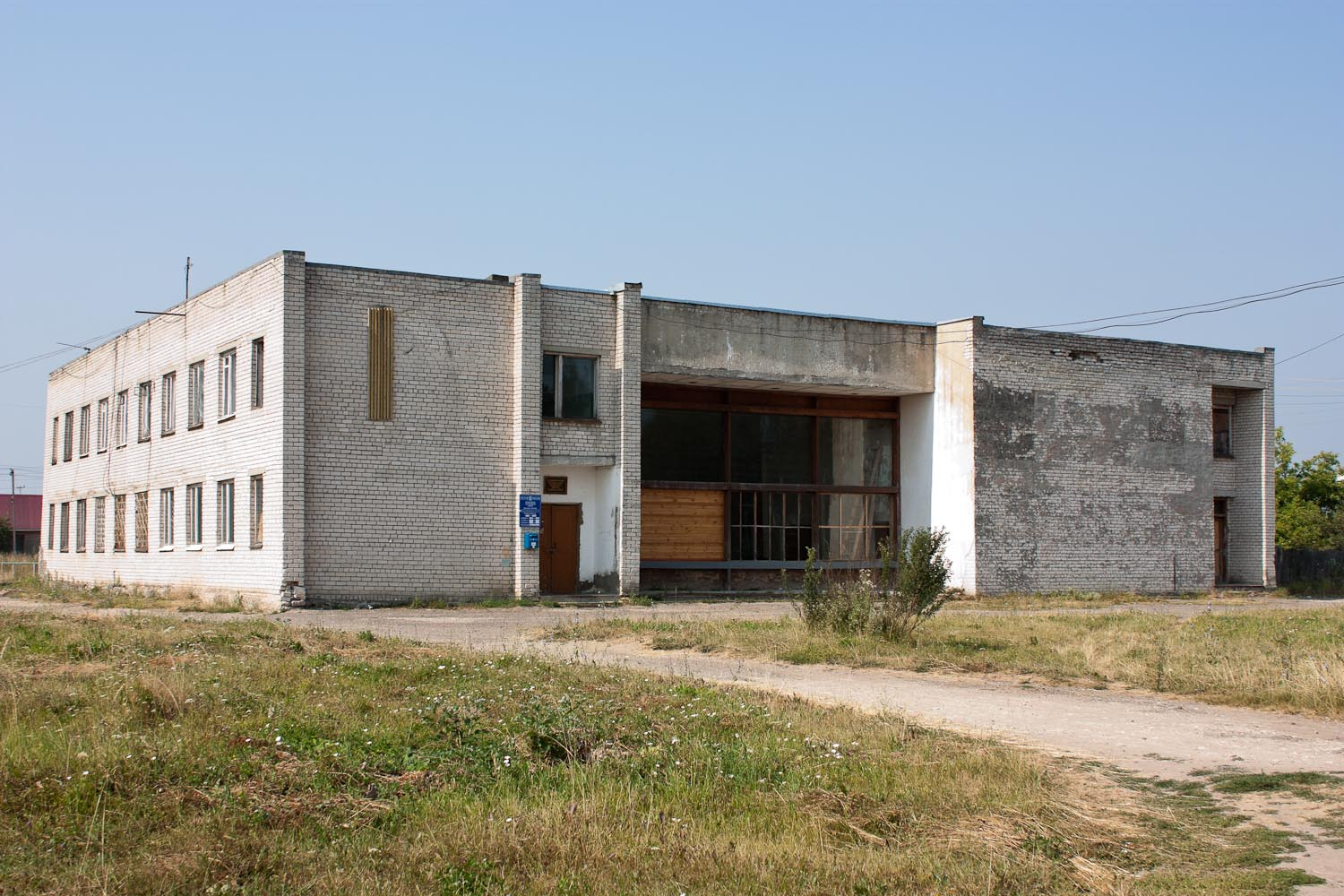
Бывшее здание сельской администрации. 2010 год

В XIX — первой четверти XX века деревня входила в состав Олтушевской волости Вязниковского уезда. В 1859 году в деревне числилось 18 дворов, в 1905 году — 20 дворов, в 1926 году — 35 дворов.
С 1929 года деревня входила в состав Тархановского сельсовета Вязниковского района, с 1940 года — административный центр Крутовского сельсовета, с 1965 года — в составе Гороховецкого района, с 2005 года — в составе Денисовского сельского поселения.

## Население
| 1859 | 1905 | 1926 | 2002 | 2010 | 2021 |
| ---- | ---- | ---- | ---- | ---- | ---- |
| 128  | ↗134 | ↗203 | ↗286 | ↘247 | ↘224 |

## Инфраструктура
В деревне расположены сельский дом культуры, фельдшерско-акушерский пункт, отделение федеральной почтовой связи.

## Известные люди
В деревне родился участник Великой Отечественной войны Герой Советского Союза Павел Иванович Кузнецов.